# Everton Camargo
Everton Camargo (chino: 艾華頓; Soledade, 25 de mayo de 1991) es un futbolista brasileño-hongkonés que actualmente juega como extremo en el Lee Man de la Liga Premier de Hong Kong. Es internacional con la selección de fútbol de Hong Kong.

## Trayectoria

### Wong Tai Sin
El 4 de enero de 2016, Camargo fichó por el club de Hong Kong al Wong Tai Sin.

### Biu Chun Glory Sky
El 21 de julio de 2016, Camargo fichó por el Biu Chun Glory Sky.

### Yuen Long
El 15 de julio de 2017, Yuen Long anunció el fichaje de Camargo como agente libre durante su evento de inicio de la temporada 2017-18. Durante un partido de semifinales de la Senior Shield 2017-18 contra el gigante de Hong Kong el Kitchee, Camargo marcó dos goles en la victoria por 3-1 sobre los campeones de la Liga Premier de Hong Kong. Más tarde, ayudaría al club a conseguir un improbable 2017-18 Hong Kong Senior Challenge Shield siendo el máximo goleador con 4 goles.

### Eastern
El 1 de julio de 2018, Eastern anunció formalmente que había fichado a Camargo tras meses de especulaciones. El 31 de mayo de 2022, Camargo abandonó el club tras expirar su contrato.

### Lee Man
El 12 de julio de 2022, se anunció que Camargo se había unido a Lee Man.

## Selección nacional
El 31 de agosto de 2023, se anunció que Camargo había recibido su pasaporte de la RAEHK tras renunciar a su pasaporte brasileño, lo que le hacía elegible para representar a Hong Kong internacionalmente.
El 7 de septiembre de 2023, Camargo hizo su debut internacional con Hong Kong en un partido amistoso contra Camboya en el que marcó en su debut.
El 26 de diciembre de 2023, Camargo fue convocado por Hong Kong para la Copa Asiática 2023.

#### Participaciones internacionales
| Competición        | Sede  | Resultado      | Partidos | Goles | Asist. |
| ------------------ | ----- | -------------- | -------- | ----- | ------ |
| Copa Asiática 2023 | Catar | Fase de grupos | 3        | 0     | 0      |

### Goles internacionales
| N.º | Fecha                    | Sede                                          | Rival        | Marcador | Resultado | Competición                                                         |
| --- | ------------------------ | --------------------------------------------- | ------------ | -------- | --------- | ------------------------------------------------------------------- |
| 1   | 7 de septiembre de 2023  | Estadio Olímpico de Nom Pen, Nom Pen, Camboya | Camboya      | 0–1      | 1–1       | Partido Amistoso                                                    |
| 2   | 11 de septiembre de 2023 | Estadio Hong Kong, Kowloon, Hong Kong         | Brunéi       | 1–0      | 10–0      | Partido Amistoso                                                    |
| 3   | 11 de septiembre de 2023 | Estadio Hong Kong, Kowloon, Hong Kong         | Brunéi       | 6–0      | 10–0      | Partido Amistoso                                                    |
| 4   | 21 de noviembre de 2023  | Estadio Hong Kong, Kowloon, Hong Kong         | Turkmenistán | 2–2      | 2–2       | Eliminatorias Norteamérica 2026 y la Copa Asiática 2027             |
| 5   | 15 de octubre de 2024    | Estadio Hong Kong, Kowloon, Hong Kong         | Camboya      | 2–0      | 3–0       | Partido Amistoso                                                    |
| 6   | 14 de noviembre de 2024  | Estadio Hong Kong, Kowloon, Hong Kong         | Filipinas    | 2–1      | 3–1       | Partido Amistoso                                                    |
| 7   | 19 de noviembre de 2024  | Estadio Hong Kong, Kowloon, Hong Kong         | Mauricio     | 1–0      | 1–0       | Partido Amistoso                                                    |
| 8   | 8 de diciembre de 2024   | Estadio Hong Kong, Kowloon, Hong Kong         | Mongolia     | 0–1      | 0–3       | Clasificación para el Campeonato de Fútbol de Asia Oriental de 2025 |
| 5   | 17 de diciembre de 2024  | Estadio Hong Kong, Kowloon, Hong Kong         | Guam         | 0–3      | 0–5       | Clasificación para el Campeonato de Fútbol de Asia Oriental de 2025 |

## Clubes
| Club                    | País      | Año       |
| ----------------------- | --------- | --------- |
| Wong Tai Sin            | Hong Kong | 2016      |
| Hong Kong Sapling F. C. | Hong Kong | 2016–2017 |
| Yuen Long F. C.         | Hong Kong | 2017–2018 |
| Eastern S. C.           | Hong Kong | 2018–2022 |
| Lee Man F. C.           | Hong Kong | 2022–act. |

## Palmarés

### Club
Yuen Long
- Hong Kong Senior Shield: 2017–18

Eastern
- Copa FA de Hong Kong: 2019–20
- Hong Kong Senior Shield: 2019–20

Lee Man
- Hong Kong Premier League: 2023–24

### Individual
- Lista de los mejores futbolistas de Hong Kong: 2017–18, 2023–24
- Futbolista del año en Hong Kong: 2019–20
- Hong Kong Sports Press Association "Most Favourite Player": 2019–20[6]
- Liga Premier de Hong Kong Golden Boot: 2022–23